# Ansible
Pour le logiciel, voir Ansible (logiciel).

Ursula K. Le Guin, écrivaine de science-fiction et de fantasy a été la première à mentionner le terme "ansible" dans son roman Le Monde de Rocannon en 1966.

Un ansible est un dispositif fictif permettant de communiquer à une vitesse supraluminique, imaginé en 1966 par Ursula K. Le Guin dans Le Monde de Rocannon. Elle en détaillera plus tard le concept dans Les Dépossédés (1974).

## Reprise du terme
L'idée est notamment reprise par Orson Scott Card dans son Cycle d'Ender, par Vernor Vinge et par Dan Simmons dans Ilium et Hypérion, par Richard Morgan dans Carbone modifié et ses suites, mais aussi dans La Bohème et l'Ivraie d'Ayerdhal ainsi que dans la série de jeux vidéo Mass Effect, la communication étant basée sur l'état d'énergie réciproque de deux particules jumelles. L'ansible existe aussi dans la série de romans Les Voyageurs de Becky Chambers et dans Ymir de Rich Larson.
Par ailleurs, Ansible est le titre d'un magazine anglo-saxon consacré à la science-fiction.
Enfin, Ansible est aussi le nom d'une application permettant de déployer et gérer des applications dans le Cloud et/ou sur un ensemble d'ordinateurs interconnectés.